# Tetrastichus ovivorus
Tetrastichus ovivorus är en stekelart som beskrevs av Crawford 1911. Tetrastichus ovivorus ingår i släktet Tetrastichus och familjen finglanssteklar.
Artens utbredningsområde är Uganda. Inga underarter finns listade i Catalogue of Life.